# Serixia chinensis
Serixia chinensis là một loài bọ cánh cứng trong họ Cerambycidae.